# Маєток Чеховича
Маєток Дмитрієвої — історичний будинок у центрі міста Києва, за адресою: вул. Мала Житомирська 9.

## Історія
Ділянку в 392 квадратні сажні купив статський радник Венедикт Чехович у 1858 році. У 1859 побудували Г-подібний будинок з цегляним першим поверхом та дерев'яним другим по проекту архітектора Ф. Ф. Голованова випусника Петербурзької Академії мистецтв.
В 1868 році садибу придбала М. Я. Дмитрієва, що замовила майбутньому міському архітектору І. В. Ніколаєву проект триповерхового будинку поруч з існуючою спорудою (Маєток Дмитрієвої). Далі дарчою грамотою маєток перейшов Венглинській С. М. Вона в обох будинках провела водопровід, збудувала сарай і погреби, замостила внутрішній двір. Другий дерев'яний поверх маєтку облицювали цеглою.
На початоку XX ст. будинок мав 6 квартир (3 квартири у підвальному поверсі). В 1920 році будинок націоналізували і квартири стали комунальними.
Протягом Другої світової війни дерев'яні будівлі садиби згоріли, а цегляні зазнали незначних пошкоджень.
У радянські часи тут були державні установи, а за часів незалежності — магазини та кафе. У 2004—2007 роках будинок приватизували, і наразі розподілений між кількома власниками.
У 2006 році наказом № 53 Головного управління з охорони культурної спадщини будинок отримав статус нововиявленої пам'ятки архітектури. Проте починаючи з 2017 року будівля в реєстрі пам'яток більше не значилася.
У квітні 2018 року було розпочато капітальний ремонт будинку за участі ТОВ «Варда Спецбуд Монтаж». Станом на лютий 2020 року ремонт не закінчено, а будинок стоїть пусткою.

## Опис
Будинок в стилі неокласицизму. Зі сторони двору будинок мав відкриту галерею на кам'яних стовпах. Опалювався десятьма голландськими печами. Більшу частину садиби займав фруктовий сад.

## Галерея

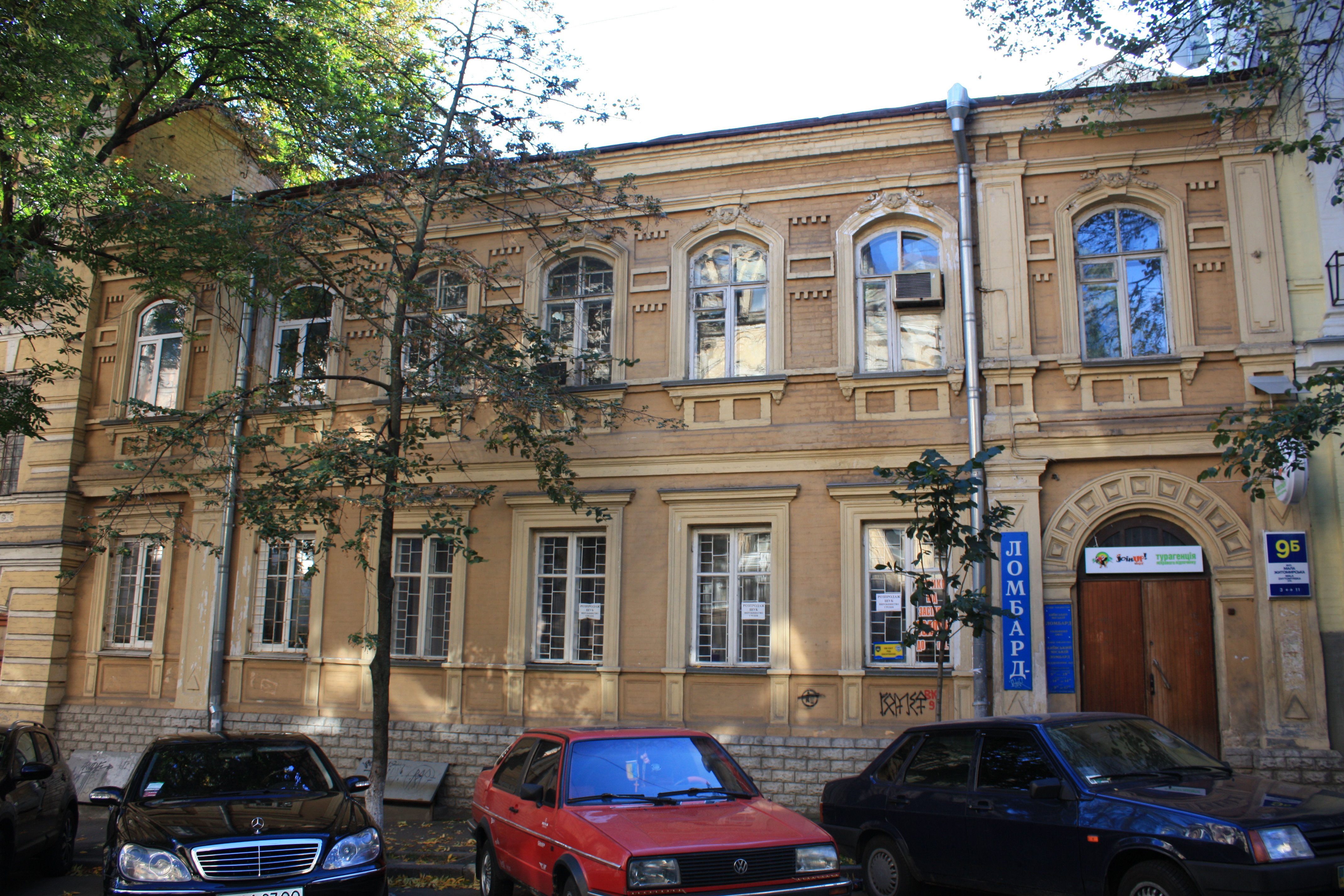
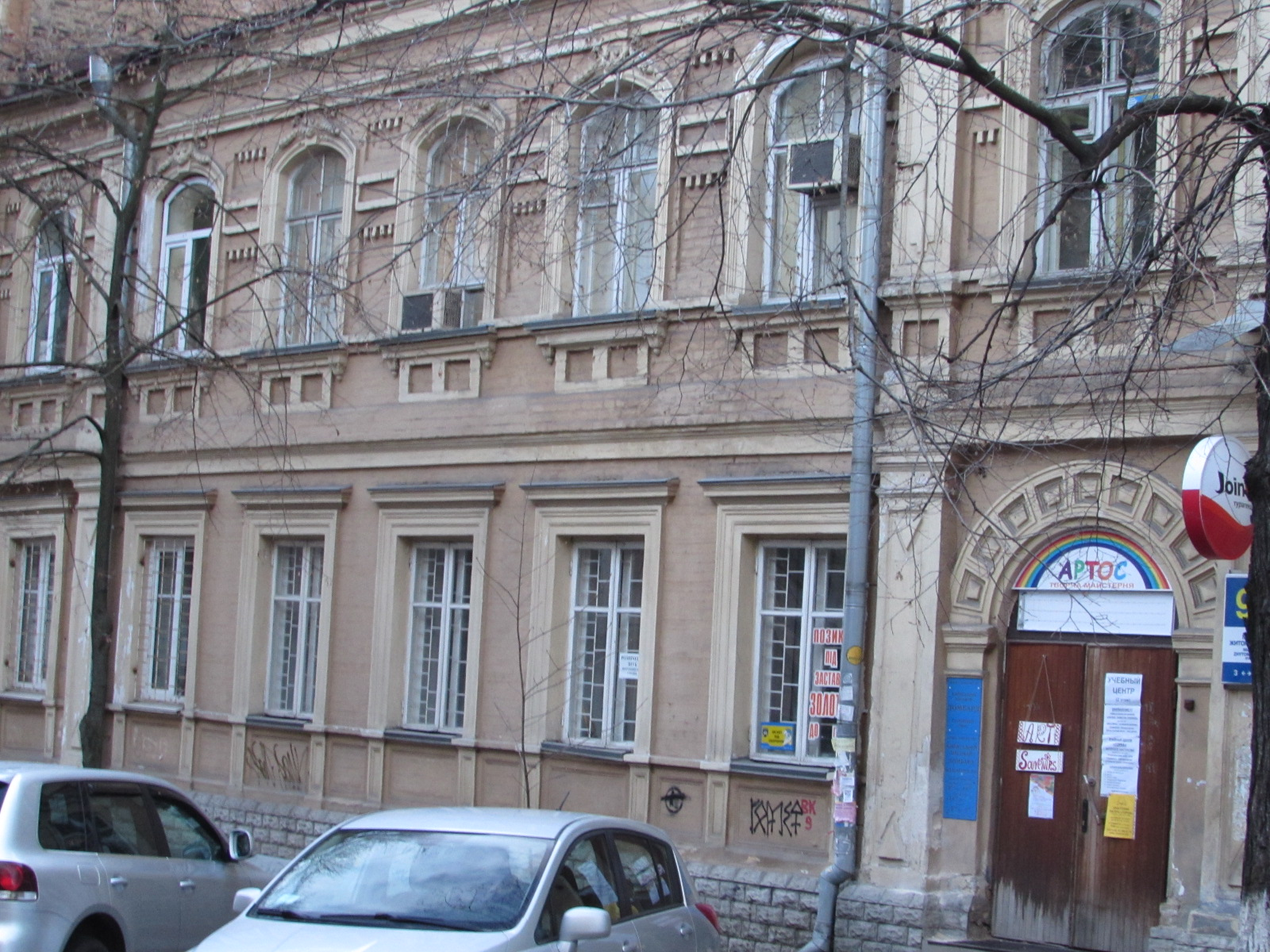